# 新安県
新安県（しんあん-けん）は中華人民共和国河南省洛陽市に位置する県。

## 行政区画
- 鎮:城関鎮、石寺鎮、五頭鎮、磁澗鎮、鉄門鎮、南李村鎮、北冶鎮、倉頭鎮、正村鎮、石井鎮、青要山鎮

## 交通

### 鉄道
- 中国国家鉄路集団
  - 隴海線
    - 新安県駅

### 道路
- 高速道路
  -  連霍高速道路
  -  新伊高速道路
- 国道
  - G310国道（中国語版）

## 観光
- 漢函谷関
- 千唐誌斎